# ラーコシ・マーチャーシュ

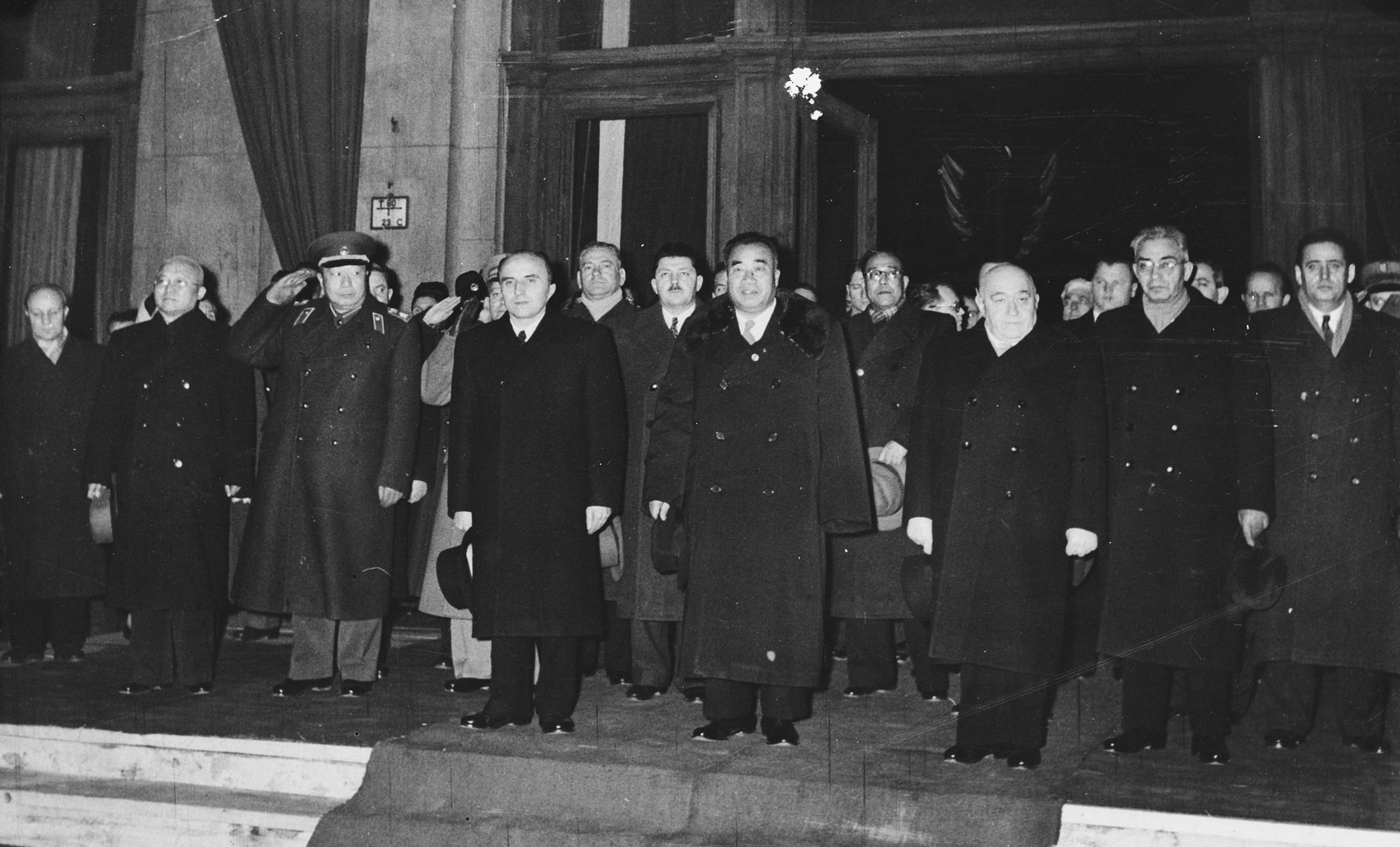
国賓として招かれた朱徳（真ん中）と並ぶラーコシ（朱徳の右）(1956年10月）

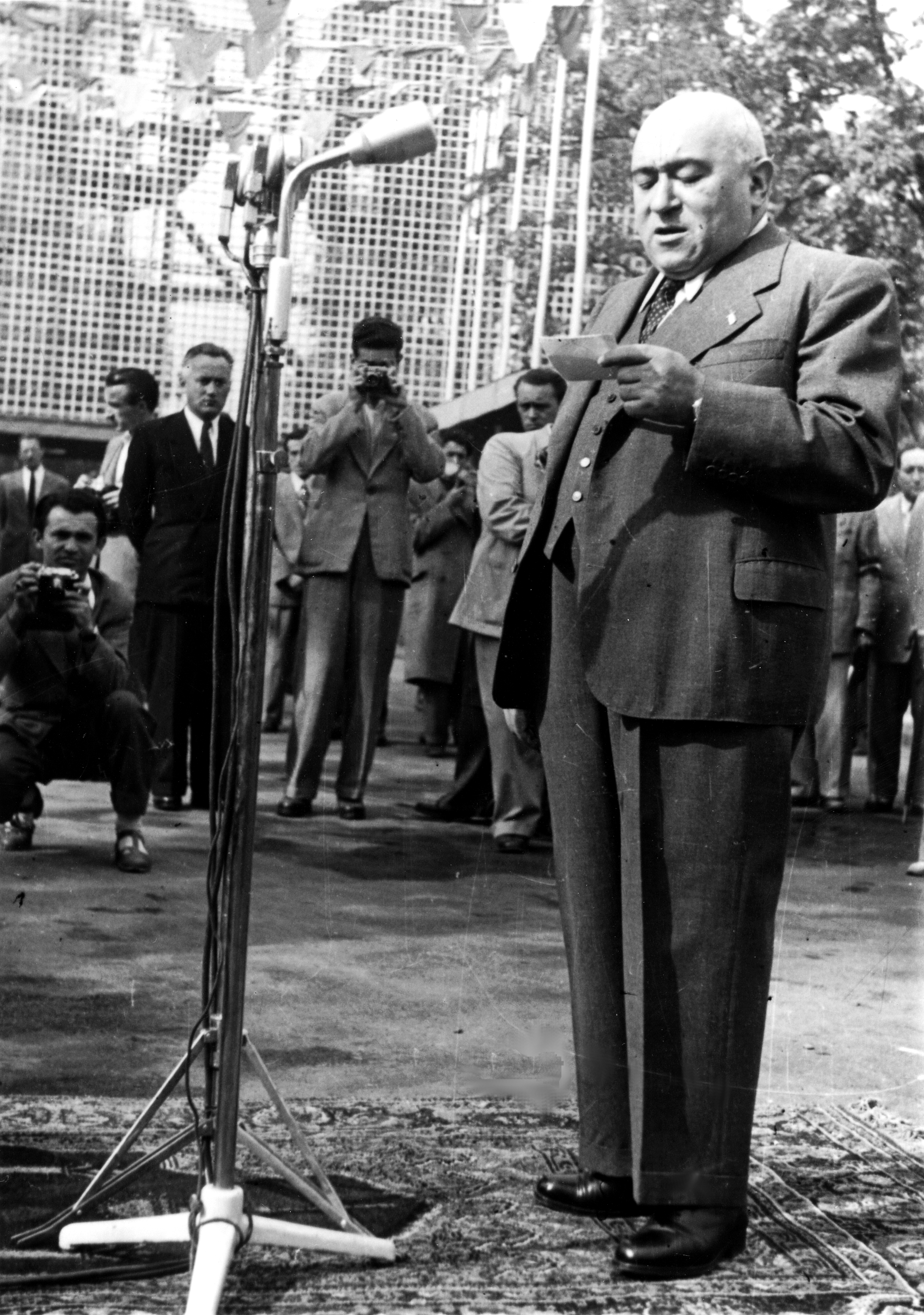
演説するラーコシ（1948）

ラーコシ・マーチャーシュ（ハンガリー語: Rákosi Mátyás, ハンガリー語発音: [ˈraːkoʃi ˈmaːcaːʃ], 1892年3月14日 - 1971年2月5日）は、ユダヤ系ハンガリー人の政治家。ハンガリー共産党書記長、ハンガリー勤労者党第一書記、ハンガリー人民共和国首相を務めた。誕生時の名前はローゼンフェルト・マーチャーシュ（Rosenfeld Mátyás）といった。

## 歴史
ラーコシはオーストリア＝ハンガリー帝国（現在のセルビア）のアダ市で、信仰心の薄いユダヤ人食料雑貨商の6番目の息子として生まれた。第一次世界大戦中には、オーストリア＝ハンガリー軍に従軍し、東部戦線で捕虜となった。ハンガリー評議会共和国へ帰国したのち、クン・ベーラ政権に参加したが、すぐに政権が崩壊し、後にソビエト連邦へと亡命した。1924年のハンガリー王国への帰国後、ラーコシは逮捕されたが、1849年にロシア軍がヴィラゴスで奪ったハンガリー革命旗と交換に1940年に釈放され、再びソ連へ出国した。ソ連においてラーコシはコミンテルンの指導者となり、赤軍とともにハンガリーへ帰国した。
1945年2月、ラーコシはハンガリー共産党の書記長に選出され、また共産党を左翼連立政権の一角に組み入れその影響力を保持した。1948年、共産党は社会民主党を合流させて、ハンガリー勤労者党を創設した。このとき、ラーコシは民主的政治の全ての体裁を払落とし、そしてハンガリーは完全に共産党一党独裁制となった。
ラーコシは自らを「スターリンの最も優秀なハンガリーの弟子」、「スターリンの最も優秀な生徒」と呼ぶスターリン主義者であった。また、対抗勢力をサラミを薄切りするように徐々に抹殺していく「サラミ戦術」の創始者でもあった。支配体制の最盛期において、自らに対しての強力な個人崇拝（自身の小スターリン化）を発展させた。
ラーコシは徹底的な恐怖政治をハンガリーに布いた。かつてスターリンが行ったような粛清の波の中、ライク・ラースロー外相を含め、自身の政治的ライバルを逮捕・投獄し、そして処刑した。 国民に対しても秘密警察であるハンガリー国家保衛庁を使って不満を押さえつけた。その結果としてハンガリーは衰退することになる。
1952年8月、ラーコシはハンガリーの首相をも兼ねたが、1953年6月13日にはソ連共産党政治局の怒りを和らげるために、その職をナジ・イムレに譲らざるを得なかった。ただし、第一書記の職は残された。その後1956年6月（ニキータ・フルシチョフの秘密報告の直後）、ラーコシはソ連政治局の圧力により、党第一書記も辞職させられ、ゲレー・エルネーと交代した。ハンガリー政治の舞台からの退場により、1956年7月ソ連政治局はラーコシに対し「病気の治療のため」という公的筋書きを添え、ソ連への出国を命じた。ハンガリー動乱のはじまる三か月前である。ラーコシはその余生をソ連のキルギス・ソビエト社会主義共和国で過ごすこととなった。1970年、死の前年に一切の政治的活動を行わない事を条件にハンガリーへの帰国を許されたが、ラーコシはこの提案を拒否し、ゴーリキーにおいて死去するまでソ連に留まった。
ラーコシの死後、遺体はハンガリーに返還されブダペストに埋葬された。

## ラーコシ・マーチャーシュを扱った作品

### 映像作品
- ドキュメンタリー『社会主義の20世紀』プロローグ「大いなる実験」（二部構成）第二部（1990年、NHK）

### 書籍
- 小説『グラーグ57』（作：トム・ロブ・スミス、出版：新潮文庫（2009年））